# 太平兴国教寺大殿
太平兴国教寺大殿位于中国江苏省南通市崇川区启秀路17号，现为南通民间艺术馆。该寺又名兴国禅寺，俗名东寺，始建于南宋乾道二年（1166），明洪武十四年（1381）重建，原有地藏殿、金刚殿、朝官殿等建筑，今仅存建于明初的大殿，建筑面阔三间、进深九檩，单檐歇山顶，前置副檐，其东南侧建有东向的山门，院内存有古银杏树一株。